# Johann Torck
Johann Torck (* 1558; † 5. Juli 1638 in Lengerich) war ein römisch-katholischer Geistlicher und Domherr in Münster.

## Leben

### Herkunft und Familie
Johann Torck entstammte dem westfälischen Uradelsgeschlecht Torck, aus dem im Mittelalter zahlreiche kaiserliche Hofbeamte, Ritter, Edelknaben und Amtsleute hervorgegangen sind. Er war der Sohn des Rotger Torck zu Asbeck und dessen Gemahlin Anna von Asbeck. Zusammen mit seinem Bruder Johann Asbeck Torck erhielt er im Jahre 1593 die Burg Lengerich als Lehen, die er 1596 übernahm.

### Wirken
Am 7. August 1577 wurde Johann vom Domherrn Konrad von Westerholt für die frei gewordene Dompräbende des Domherrn Rotger Torck präsentiert. Am 19. Mai 1589 optierte er das Dompropsteilehen Gronover und am 23. Mai 1595 die Obedienz Ostenfelde. 1597 war er Propst des Stiftes St. Martini (Münster), auf dessen Martinuspokal sich sein Wappen befindet. Am 7. Juni 1609 kam er in den Besitz des Archidiakonats Billerbeck und wurde im Jahr darauf Mitglied des Billerbecker Kalands. Im Jahre 1613 verzichtete Johann auf seine Pfründe, nachdem er als Subdiakon heimlich Dispens zur Heirat erbeten hatte. Am 19. März 1613 erließ der Papst eine Bulle. Johann blieb trotzdem noch bis zum 20. November des Jahres im Amt mit den entsprechenden Einkünften. An diesem Tag verzichtete er zu Händen des Turnars zugunsten des Johann Wilhelm von Rhede. Er heiratete am 10. August 1613 Anna Magdalene von Rhede. Aus der Ehe ging die Tochter Elisabeth hervor, die mit dem Domherrn Wilhelm Friedrich von Rhede verheiratet war.

## Sonstiges
Am 20. März 1588 geriet Johann bei einer Hochzeitsfeier im Hof des Erbmarschalls Morrien, bei der viele Adelige und Domherren anwesend waren, mit dem Domherrn Bernhard von Oer in einen Streit. Infolge des reichlichen Weingenusses verlief dieser zunächst verbal, endete aber in einer Massenschlägerei. Der Komtur des Deutschen Ordens, Melchior von Senden, griff ein und beendete das Geschehen mit der Zurechtweisung des Bernhard von Oer. Dieser fühlte sich dadurch gekränkt und sann nach Rache. Er und der Domherr Johann von Westerholt überfielen hinterhältig den Komtur, der sich in Begleitung seines Bruders Jobst Droste zu Senden befand, und töteten ihn mit mehreren Messerstichen an der Kirche St. Aegidii in Münster. Auf der Grundlage eines gerichtlichen Vergleiches (unterzeichnet durch Fürstbischof Bernhard von Raesfeld 1558) stand es der Stadt Münster zu, straffällig gewordene Geistliche bis zur Übergabe an die Gerichtsbarkeit des Bischofs gefangenzusetzen, allerdings nur in „gelinde Haft“. Der damalige Ratsherr Bernhard II. von Droste zu Hülshoff drang in das Kapitelhaus ein und bewirkte durch sein energisches Auftreten, dass die beiden Mörder ausgeliefert wurden.